# 판 베스텐도르프의 가격 민감도
가격 민감도(Price Sensitivity Meter, PSM)는 가격 책정을 위한 시장 기법이다. 1976년 네덜란드의 경제학자 페테르 판 베스텐도르프(Peter van Westendorp)가 소개하였다. 이 기법은 시장 조사 분야에서 널리 사용되어 왔다.

## 같이 보기
- 탄력성
- 가치 기준 가격결정
- 컨조인트 분석